# Kanton Saint-Joseph (Réunion)
Der Kanton Saint-Joseph ist seit 2015 ein französischer Wahlkreis im Arrondissement Saint-Pierre des Übersee-Départements Réunion. Er umfasst einen Teil der Gemeinde Saint-Joseph (der Rest gehört zum Kanton Saint-Pierre-3).